# Argentinas flag
Argentinas flag stammer fra 1812. Det består af tre lige brede vandrette bånd i farverne lyseblå, hvid og lyseblå. I 1818 blev den gule sol tilføjet i midten. Solsymbolet er hentet fra Inkarigets øverste guddom Inti.
- Wikimedia Commons har flere filer relateret til Argentinas flag

| Flag | Spire Denne artikel om flag eller vexillologi er en spire som bør udbygges. Du er velkommen til at hjælpe Wikipedia ved at udvide den. |